# Бекбаев, Алмат Маратович
Алмат Маратович Бекбаев (14 июля 1984, Кызылорда, Казахская ССР) — казахстанский футболист, вратарь.

## Карьера

### Клубная
Футбольную карьеру начинал в шымкентских клубах «Достык» и «Ордабасы», в последующие годы выступал последовательно в казахских: ФК «Яссы Сайрам» (Южно-Казахстанская обл.), ФК «Кайсар» (Кызылорда), «Ордабасы», ФК «Акжайык» (Уральск) и узбекском ФК «Андижане». В каждом из этих клубов он не был больше, чем год-полтора. В 2008 году вернулся в «Ордабасы», провёл в этой команде 5 лет и в начале 2013 года перешёл в другую казахскую команду — ФК «Тобол» (Костанай).
В 2014 году присоединился к «Актобе». В первой половине сезона был дисквалифицирован на три месяца за то, что перешёл в «Актобе» в нарушение условий контракта с «Тоболом». За два сезона сыграл всего один матч в тени Андрея Сидельникова, а потом Стаса Покатилова.
В феврале 2016 года вернулся в родной «Ордабасы». В 2017 году впервые завоевал с клубом бронзовые медали чемпионата Казахстана.
А в 2018 году Бекбаев как бы поучаствовал в двух рокировках павлодарского «Иртыша». Сначала павлодарцы отправили ветерана Давида Лорию в «Ордабасы», а вместо него получили Бекбаева. А в летнее трансферное окно поменялись вратарями с «Жетысу», получив вместо Алмата более молодого Джурахона Бабаханова.
В сезоне 2019 года был основным вратарём команды «Жетысу», но 1 мая в матче с «Иртышом» получил травму левой руки и выбыл из строя.

### В сборной
За сборную Казахстана дебютировал 1 июня 2012 года, в товарищеском матче со сборной Кыргызстана. На поле он провел весь первый тайм и был заменён Антоном Цириным.
Счета и список результатов. Голы Казахстана показываются в первую очередь.
| #  | Дата        | Место проведения    | Соперник   | Счёт | Пропущенные голы Бекбаева | Соревнование      |
| -- | ----------- | ------------------- | ---------- | ---- | ------------------------- | ----------------- |
| 1. | 1 июня 2012 | Алма-Ата, Казахстан | Кыргызстан | 5:2  | 2                         | Товарищеский матч |

## Достижения
«Ордабасы»
- Кубок Казахстана: 2011
- Бронзовая медаль чемпионата Казахстана: 2017